# Carex schliebenii
Carex schliebenii är en halvgräsart som beskrevs av Dieter Podlech. Carex schliebenii ingår i släktet starrar, och familjen halvgräs.
Artens utbredningsområde är Tanzania. Inga underarter finns listade i Catalogue of Life.